# Ultra Music Power
「Ultra Music Power」（ウルトラ・ミュージック・パワー）は、日本の男性アイドルグループ、Hey! Say! JUMPのデビューシングルである。2007年11月14日にジェイ・ストームから発売。

## 概要
ジャニーズ事務所ではV6・嵐・NEWSに続き、バレーボールワールドカップのイメージソングを表題曲としたデビューシングルである。初回限定盤・通常盤初回プレス仕様・通常盤の3種での発売であり、それぞれ収録曲・ジャケット写真ともに異なる。付属特典として、初回限定盤には「Ultra Music Power」のビデオクリップ・メイキングを収録したDVDを、通常盤初回プレス仕様には12ページの歌詞ブックレットを同梱する。
また、上記3種類の他にモバイル会員を対象とするスペシャルパッケージ盤が限定発売されており、特典としてピンナップ11枚、ノート、バックが同梱されている。
グループにとってデビューシングルではあるが、ジャニーズJr.時代にCDを出した経験があるメンバーもおり、薮宏太はYa-Ya-yahとしてシングル「勇気100%/世界がひとつになるまで」を発売して以来約5年ぶり、髙木雄也・有岡大貴・山田涼介・中島裕翔・知念侑李は、Hey! Say! 7としてシングル「Hey! Say!」を発売して以来約3か月ぶりで、それぞれ2度目となった。
CMには過去にバレーボールワールドカップのイメージキャラクターを務めた、V6の井ノ原快彦・森田剛、嵐の櫻井翔・二宮和也、NEWSの小山慶一郎・錦戸亮を起用し、自身のデビュー当時を振り返りつつ後輩のデビューを応援する内容とした。先輩タレントが後輩タレントのCMに出演するのは、ジャニーズ事務所としては初の試みである。
本作はオリコンシングルチャート1位を獲得し、デビューシングルの初登場1位としてはKAT-TUN「Real Face」以来1年8か月ぶりの記録となった。また、元男闘呼組の岡本健一を父に持つ岡本圭人がメンバーにいることから、親子ともどもデビュー作で1位を獲得したことになる。これは日本の音楽史上初である。
2023年10月12日、Hey! Say! JUMPはファンクラブ会員サイトの動画にてジャニー喜多川性加害問題とそれに伴うジャニーズ事務所の社名変更を受け、今後一切「Ultra Music Power」を歌唱しないと事実上封印する方針であると発表した。歌詞に「Johnnys'」が含まれていることが理由である。YouTube公式チャンネルの同曲関連動画も、16日をもって公開を終了した。

## 収録曲

### CD
※は通常盤/初回プレス仕様、※※は通常盤・通常盤/初回プレス仕様のみ収録。
1. Ultra Music Power
作詞: MSS、作曲: 馬飼野康二、編曲: CHOKKAKU
  - フジテレビ系『バレーボールワールドカップ2007』イメージソング
2. Star Time
作詞: 久保田洋司、作曲: STEVEN LEE&JOEYCARBONE、編曲: CHOKKAKU
3. Too Shy※
作詞: ma-saya、作曲: Mike Rose、編曲: 長岡成貢
4. Ultra Music Power（オリジナル・カラオケ）※※
5. Star Time（オリジナル・カラオケ）※※
6. Too Shy（オリジナル・カラオケ）※

### DVD
※初回限定盤のみ
1. 「Ultra Music Power」ビデオ・クリップ+メイキング